# Xerochloa
Xerochloa é um género botânico pertencente à família Poaceae.